# Rue Frédéric-Magisson
La rue Frédéric-Magisson est une rue du 15e arrondissement de Paris.

## Situation et accès
Elle est située au nord de la rue de la Convention et parallèle à l'avenue Félix-Faure, dans le sud du 15e arrondissement de Paris.

## Origine du nom
[réf. nécessaire]Frédéric Magisson, né en 1853 et mort en 1936, était un entrepreneur des travaux publics qui s'est distingué pendant les grandes inondations de Paris (1909-1910) causées par les débordements de l'Yonne et de la Seine à la suite d'un hiver particulièrement pluvieux et neigeux. C'est à l'époque la statue du Zouave située sur le pont de l'Alma qui servait de mètre étalon lorsque la Seine montait dans les mois d'hiver. Le 6 janvier 1910, la crue atteint son maximum. Le Zouave eut d'abord les pieds dans l'eau puis les jambes et enfin le corps. La place de l'Alma était alors recouverte de 50 à 60 cm d'eau, interrompant tout trafic.

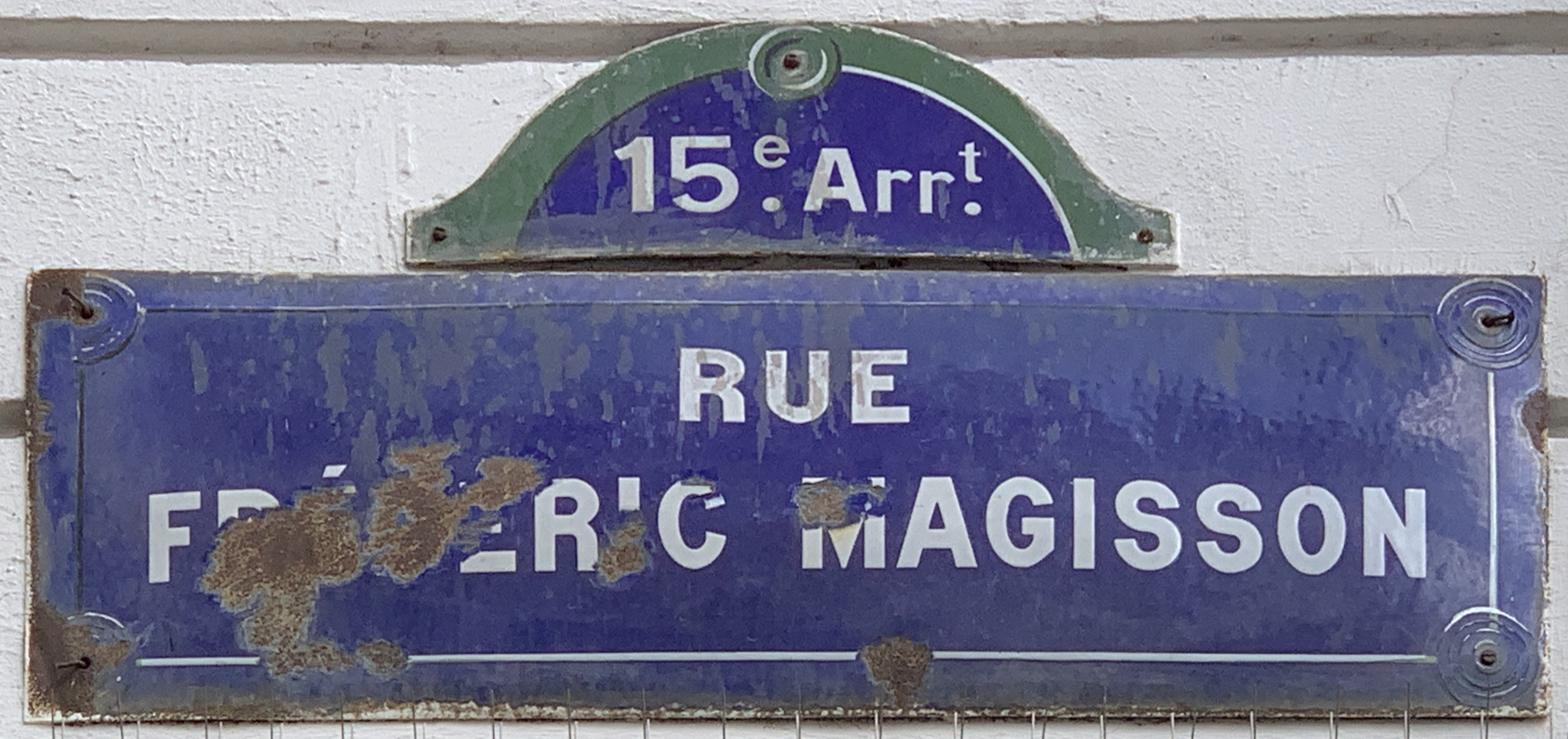
Plaque de la rue.

La décrue commença plusieurs semaines plus tard. C'est alors, en 1910, que Frédéric Magisson intervint avec ses équipages de chevaux de trait pour contribuer à l'aménagement des chemins en planches sur pilotis. Il dépensa sans compter, sur son argent personnel, et contribua ainsi à établir une circulation paisible de la population, notamment dans le 15e arrondissement de Paris.
Pour le remercier, la ville de Paris lui dédia cette rue et lui décerna la médaille de la Ville, distinction honorifique.

## Historique
Cette rue est ouverte sous sa dénomination actuelle en 1893.